# Boston (groupe)
 (octobre 2009).
Si vous disposez d'ouvrages ou d'articles de référence ou si vous connaissez des sites web de qualité traitant du thème abordé ici, merci de compléter l'article en donnant les références utiles à sa vérifiabilité et en les liant à la section « Notes et références ».
Pour les articles homonymes, voir Boston (homonymie).
Boston est un groupe américain de hard rock, originaire de Boston, dans le Massachusetts. Il est formé en 1976 par Tom Scholz avec le chanteur Brad Delp.
Le premier album du groupe, intitulé Boston, sorti en 1976 et enregistré dans le studio personnel de Tom Scholz par lui-même et Brad Delp, fait partie des dix albums les plus vendus aux États-Unis avec 17 millions d'exemplaires écoulés. Ce succès est dû d'une part à la qualité des compositions. Le riff de guitare du titre More than a feeling inspira ainsi le groupe Nirvana pour leur plus gros succès Smells Like Teen Spirit (Kurt Cobain, leader du groupe Nirvana, avait été fan de Boston durant son adolescence).
Le succès de Boston est aussi dû au son et aux arrangements, très en avance sur leur époque, sans oublier bien sûr la voix exceptionnelle de Brad Delp, surnommé « L'homme à la voix d'or » (en anglais « The man with the golden voice »).

## Historique

### Débuts (1976–1979)

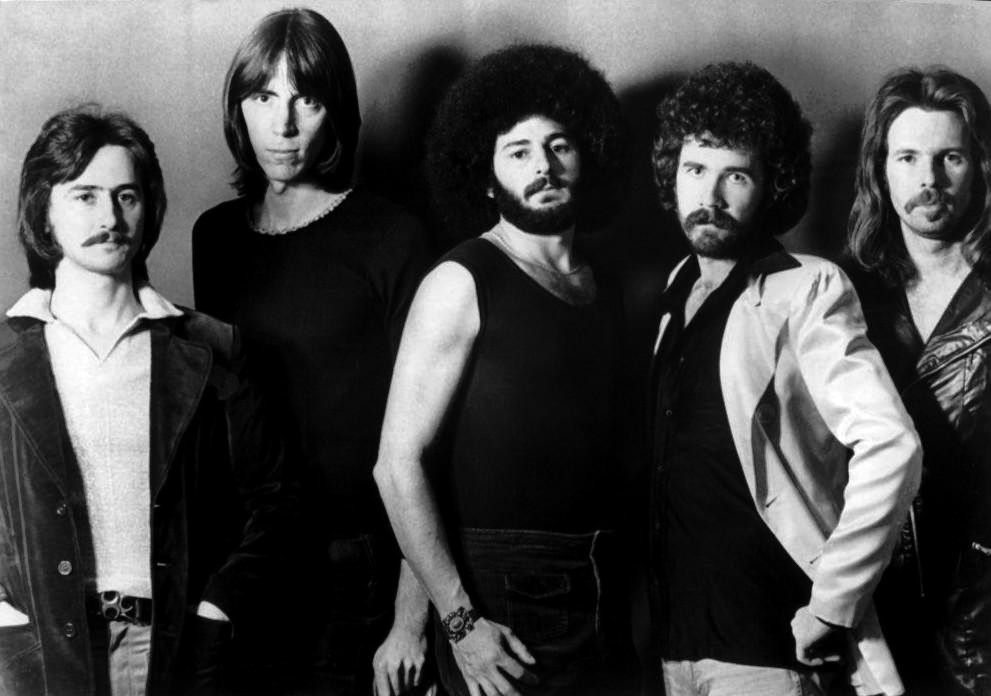
Boston en 1977.

Boston n'était pas, au départ, un groupe à proprement parler. Après la signature du contrat entre Scholz et CBS, il a fallu pour des questions de promotion, et notamment pour les tournées, embaucher des musiciens de studio qui sont d'ailleurs crédités sur la pochette du disque - d'où de nombreuses polémiques toujours vivaces puisqu'ils ont pu bénéficier de l'image du groupe alors qu'ils n'avaient pas participé à l'enregistrement de l'album qui les a rendus célèbres, à l'exception de Barry Goudreau qui a enregistré le solo sur Foreplay/Long Time, Sib Hashian qui a réenregistré certaines pistes de batterie, sur la base des versions d'origine créées par Jim Masdea (ce batteur ayant quitté le groupe en devenir en cours de route) et Fran Sheehan qui a enregistré la basse sur Foreplay.
La composition affichée de Boston était, pour cette première tournée : Tom Scholz (chant, guitare, basse, batterie, orgue Hammond), Brad Delp (chant), Barry Goudreau (guitare), Fran Sheehan (basse) et Sib Hashian (batterie).
Le personnel de Boston a évolué ensuite. Parmi les fidèles, on trouve le guitariste Gary Pihl, présent auprès de Scholz depuis les années 80. La composition actuelle de Boston est assez stable depuis les années 1990, avec les Cosmo père et fils aux guitares, puis la bassiste Kimberley Dahme depuis l'album Corporate America.
Dès son premier album (1976), Boston pose les fondamentaux de ce qui deviendra le rock FM : des mélodies soignées, des riffs brillants mélangeant habilement d’élégantes guitares électriques et acoustiques, des chœurs, le tout produit de manière irréprochable. Le groupe a vendu 25 millions d’exemplaires de son premier album homonyme, dont 17 millions aux seuls États-Unis. À eux seuls, les trois premiers albums de Boston se sont écoulés à 28 millions d’exemplaires. Schématiquement, on peut parler d'un style de musique écouté par les jeunes avec la bénédiction de leurs parents qui sont aussi sous le charme, ce que les Américains appellent AOR - Album Oriented Rock.
Tom Scholz est à la base un ingénieur du MIT. Il est devenu progressivement compositeur, musicien multi-instrumentiste surdoué et producteur talentueux. Il peut être considéré à lui seul comme l’inventeur et metteur au point du rock FM qu’une pléiade de groupes allait reprendre dans la décennie suivante (Europe, Survivor, Foreigner ou Toto).

### Années 1980
Scholz a parallèlement créé le premier simulateur analogique d'ampli et multi-effets pour guitare, le Rockman. Il a ensuite développé au sein de Scholz, Research and Development toute une ligne de matériel haut de gamme qui a révolutionné l'enregistrement de la guitare électrique. Les années 1980 ont ainsi connu des dizaines de tubes « au son Rockman », les plus connus étant ceux de ZZ Top période Eliminator, Billy Idol ou Joe Satriani (Surfing with the Alien). En France, on a entendu le son Rockman chez Gainsbourg (Sorry Angel) ou sur le Nougayork de Claude Nougaro.

### Années 2000–2010
Le 9 mars 2007, jour où Brad Delp se suicide à 55 ans, est tragique pour le groupe. Sa voix est irremplaçable - on le constate sur l'album Walk On de 1994 où Fran Cosmo avait chanté en son absence - et le sort du groupe est suspendu de fait. Durant le concert d'hommage à Brad Delp en août 2007, Scholz invite Tommy DeCarlo, fan du groupe et responsable d'un magasin de bricolage dans le civil, à prendre le micro. Celui-ci avait été repéré pour sa voix similaire à celle de Brad dans une vidéo hommage qu'il avait enregistrée et postée sur MySpace. Le nouveau line-up, à géométrie variable selon les tournées, se produit depuis lors régulièrement, notamment aux États-Unis et au Japon (Heaven on Earth Tour, 2014) et vient de ponctuer sa tournée en date (30 avril - 30 août 2015).
Un album sort néanmoins en 2013, Scholz, réputé ultra-perfectionniste, ayant pour habitude de travailler ses enregistrements durant des années.

## Membres

### Membres actuels
- Tom Scholz – guitare solo, basse, claviers, percussions, chœurs (depuis 1976)
- Gary Pihl – guitare, claviers, chœurs (depuis 1985)
- David Victor – guitare, chœurs (depuis 2012)
- Kimberley Dahme – guitare, basse, chœurs (depuis 2001)
- Tommy DeCarlo – chant, claviers, percussions (depuis 2008)
- Jeff Neal – batterie, percussions, chœurs (depuis 2002)

### Anciens membres
- Brad Delp
- Jim Masdea
- Barry Goudreau
- Sib Hashian
- Fran Sheehan
- David Sikes
- Doug Huffman
- Curly Smith
- Fran Cosmo
- Anthony Cosmo

## Discographie

### Albums studio
| Date de sortie    | Titre               | Label             | Plafond US | Ventes US    |
| ----------------- | ------------------- | ----------------- | ---------- | ------------ |
| 25 août 1976      | Boston              | Epic              | 3          | 17x Platinum |
| 2 août 1978       | Don't Look Back     | Epic              | 1          | 7x Platinum  |
| 23 septembre 1986 | Third Stage         | MCA               | 1          | 4x Platinum  |
| 7 juin 1994       | Walk On             | MCA               | 7          | Platinum     |
| 22 avril 1997     | Greatest Hits       | Epic/MCA          | 47         | 2x Platinum  |
| 27 août 2002      | Corporate America   | Artemis Records   | 42         | Gold         |
| 6 décembre 2013   | Life, Love and Hope | Frontiers Records |            |              |

### Singles
- More Than a Feeling (1976) #5 US, #22 Royaume-Uni
- Foreplay/Long Time (1977) #22 US
- Peace of Mind (1977) #38 US
- Don't Look Back (1978) #4 US, #43 Royaume-Uni
- A Man I'll Never Be (1978) #31 US
- Feelin' Satisfied (1979) #46 US
- Amanda (1986) #1 US - 2 weeks
- We're Ready (1986) #9 US
- Can'tcha Say (You Believe In Me) (1987) #20 US
- I Need Your Love (1994) #51 US